# Reichsgesundheitsrat
Der Reichsgesundheitsrat war ein staatliches Gremium im Deutschen Kaiserreich und in der Weimarer Republik. Er endete 1933 mit dem Beginn der Machtübernahme der Nationalsozialisten.

## Aufgabe und Struktur
Der Reichsgesundheitsrat entstand auf Grund des Reichsseuchengesetzes vom 30. Juni 1900 (§ 43) und war eine dem  Kaiserlichen Gesundheitsamt beigeordnete Kommission. Sie bestand aus hervorragenden Verwaltungs- und Medizinalbeamten, Professoren, Ärzten, Apothekern, Industriellen und Technikern. Die Mitglieder wurden vom Bundesrat (Deutsches Reich) auf 5 Jahre gewählt. 1903 bestand der Reichsgesundheitsrat aus 81 Mitgliedern.
Er umfasste neun Ausschüsse:
- Gesundheitswesen im allgemeinen
- Ernährungswesen
- Wasserversorgung und Beseitigung der Abfallstoffe
- Gewerbehygiene
- Seuchenbekämpfung
- Heilwesen im allgemeinen
- Heilmittel
- Schiffs- und Tropenhygiene
- Veterinärwesen

Der Reichsgesundheitsrat war befugt, die Landesbehörden auf Ersuchen zu beraten, von ihnen Auskünfte einzuholen und Vertreter für örtliche Aufklärungen zu entsenden.
Im Reichsgesundheitsrat war die ständige Kommission für die Bearbeitung des Deutschen Arzneibuches aufgegangen.

## Nachfolgeorganisationen
In der Weimarer Republik hatte der Preußische Landesgesundheitsrat die vielleicht größere politische Bedeutung. Später wurden die Aufgaben vom Bundesgesundheitsrat wahrgenommen.